# Le Chesne (Eure)
Le Chesne is een plaats en voormalige gemeente in het Franse departement Eure (regio Normandië) en telt 472 inwoners (2005). De plaats maakt deel uit van het arrondissement Évreux. Le Chesne is op 1 januari 2016 gefuseerd met Chanteloup, Les Essarts en Saint-Denis-du-Béhélan tot de gemeente Marbois. 

## Geografie
De oppervlakte van Le Chesne bedraagt 17,4 km², de bevolkingsdichtheid is 27,1 inwoners per km².
De onderstaande kaart toont de ligging van Le Chesne (Eure) met de belangrijkste infrastructuur en aangrenzende gemeenten.

## Demografie
Onderstaande figuur toont het verloop van het inwonertal (bron: INSEE-tellingen).